# Хор (телесериал, 2018)
«Хор» — российский мелодраматический музыкальный телесериал, снятый в 2018 году режиссёром Алёной Райнер. Премьера в онлайн-кинотеатрах состоялась 13 апреля 2023 года. Премьера на «Первом канале» — 16 сентября 2024 года.

## Сюжет
1972 год. В центре сюжета — двенадцатилетний школьник из Люберец Юра Соловьёв, который однажды, вдохновлённый песнями Робертино
Лоретти, тоже начинает петь. Юра стесняется своего творчества, поскольку его пение вызывает насмешки как у сверстников, так и у некоторых взрослых, которые
полагают, что такое занятие совершенно не подходит для мужчины. Благодаря наставничеству молодой учительницы музыки Варвары, мальчик, открывший в себе
творческие способности, развивает свой талант и решает пройти прослушивание в детский хор под руководством Александра Владимировича Грачёва. В то же время у
руководителя детского хора есть всего один месяц, чтобы расширить состав исполнителей и тщательно подготовиться к новой программе, которая должна покорить 
зрителей на предстоящем телефестивале «Песня года».

## В ролях
| Актёр                  | Роль                                                                   |
| ---------------------- | ---------------------------------------------------------------------- |
| Олег Чугунов           | Юра Соловьёв                                                           |
| Сергей Голомазов       | Александр Владимирович Грачёв руководитель хора                        |
| Екатерина Дурова       | Александра Исааковна Сорокина хормейстер                               |
| Дмитрий Астрахан       | Геннадий Антонович Пасюк директор хора                                 |
| Юлия Ауг               | Руфина Андреевна Капоклипикова чиновница минкульта                     |
| Владимир Чуприков      | Василий Иванович Кулаков руководитель детского музыкального коллектива |
| Кристина Исайкина      | Варвара Степановна Волгина классная руководительница                   |
| Алексей Трофимов       | Дмитрий Хавьер помощник Грачёва, актёр театра оперетты                 |
| Алеся Пуховая          | Нина Соловьёва мама Юры                                                |
| Михаил Жигалов         | Пётр Ильич Любимов дедушка Юры                                         |
| Кирилл Бакуменко       | Кеша Ларионов                                                          |
| Анастасия Микульчина   | Лариса Ларионова мама Кеши                                             |
| Александр Галибин      | Вадим Игоревич Ларионов папа Кеши, дипломат                            |
| Дарья Мазанова         | Катя Ветрова                                                           |
| Павел Баршак           | Андрей Ветров папа Кати                                                |
| Ольга Волкова          | Ольга Ильинична бабушка Варвары                                        |
| Геннадий Юхтин         | Аполинарий Васильевич профессор                                        |
| Юрий Назаров           | Фёдор Цветков однополчанин Любимова                                    |
| Людмила Зайцева        | Аксинья Круглова соседка Цветкова                                      |
| Геннадий Матвеев       | Митяй                                                                  |
| Александр Фисенко      | Гена                                                                   |
| Виктор Проскурин       | Леонид Саранчук                                                        |
| Яна Сексте             | Вера                                                                   |
| Юрий Квятковский       | Тильман                                                                |
| Иван Агапов            | Валерий Яковлевич Слипаковский главреж театра оперетты                 |
| Николай Басков         | Николай Хрусталёв звезда театра оперетты                               |
| Анатолий Лобоцкий      | Евгений Владимирович Синельский композитор                             |
| Георгий Мартиросян     | Артур Андреевич Есипенко чиновник минкульта                            |
| Валерий Афанасьев      | Пётр Иванович Куприянов чиновник минкульта                             |
| Елена Морозова         | Кира Анатольевна                                                       |
| Сергей Баталов         | Годунов                                                                |
| Вячеслав Ковалёв       | Борис Калина сожитель Нины, дальнобойщик                               |
| Татьяна Орлова         | Клавдия завуч                                                          |
| Ёла Санько             | Химоза                                                                 |
| Татьяна Ташкова        | Раиса Михайловна завсекцией универмага                                 |
| Ольга Лысак            | Серафима                                                               |
| Ирэна Морозова         | Армине мать Гамлета                                                    |
| Святослав Насташевский | ведущий концерта «Песня года»                                          |

## Производство и показ
Сериал снимали в Москве и Подмосковье, Краснодаре, Зеленограде, Ростове, Ярославле и в лагере «Орленок». Одной из основных локаций послужил Дом культуры в Зеленограде, сохранившийся ещё со времен СССР. Именно это здание представлено в сериале как концертный зал телецентра «Останкино». В зале дворца спорта и культуры знаменитого лагеря отдыха «Орленок» в октябре 2017 года снимали самую массовую сцену сериала.
Премьера «Хора» состоялась в рамках фестиваля сериалов «Пилот», в 2023 году «Хор» начал выходить в онлайн-кинотеатре «Первого канала»
kino.1tv.ru, а затем на цифровой платформе Кинопоиск. Фильм получил огромное количество положительных отзывов зрителей, отмечавших его честность и
искренность, отсутствие назиданий и пафоса, а также возникающую по мере просмотра искреннюю ностальгию по детству.

## Критика
«Хор» — многосерийный фильм о юном таланте, живущем любовью к пению и проходящем через множество испытаний на пути к мечте.— Первый канал

«Хор» — эпическая картина, потому что он про ВРЕМЯ, это энциклопедия музыки того времени.— Алёна Райнер

«Хор» — это детство, в котором с преувеличением воспринимаются обиды, как и чрезмерно восторженно — похвалы, но в котором более всего
веришь в исполнение собственной мечты.— Алёна Райнер